# Ghanzi (district)
Ghanzi is een van de negen districten van Botswana. Het ligt in het centraalwesten van het land en grenst aan de westkant met buurland Namibië. Andere districten van Botswana waaraan Ghanzi grenst zijn in het noorden North-West, in het oosten Central en in het zuiden Kgalagadi en Kweneng. De districthoofdstad is Ghanzi, dat 99342001 inwoners telt. Het hele district heeft volgens dezelfde census 33 duizend inwoners. Het oosten van het district wordt grotendeels beslaan door het Central Kalahari-Wildpark.

## Subdistricten
- Central Kgalagadi Game Reserve
- Ghanzi

Central · Ghanzi · Kgalagadi · Kgatleng · Kweneng · North-East · North-West · South-East · Southern